# Pierre Jackson
Pierre Deshawn Jackson (Las Vegas, 29 agosto 1991) è un cestista statunitense.

## Carriera

### NCAA (2011-2013)
Ha inizialmente giocato due stagioni nel College of Southern Idaho, per poi trasferirsi nel 2011 a Baylor. Ha battuto diversi record dell'università di Baylor: è uno dei 5 giocatori nella storia dell'ateneo ad aver segnato almeno 1000 punti in due sole stagioni, è terzo per numero di assist totali e secondo per media di assist a partita dietro a Nelson Haggerty, quattordicesimo per punti totali segnati (1235) e primo per punti segnati in una singola stagione (712 nella stagione 2012-2013) ed è inoltre l'unico giocatore nella storia dell'ateneo ad aver segnato almeno un canestro da tre punti in ogni partita giocata durante la sua carriera a Baylor.

### Professionista (2013-)

#### Francia, Turchia e D-League (2013-2016)
È stato scelto dai Philadelphia 76ers con la 42ª scelta assoluta nel Draft NBA 2013, e subito dopo è stato ceduto ai New Orleans Pelicans; i Pelicans non gli hanno fatto firmare un contratto professionistico per la stagione 2013-2014, e così Jackson in estate ha effettuato un provino con Brindisi, per poi rinunciare alla firma del contratto che la squadra pugliese gli aveva proposto preferendo accasarsi ai francesi dell'ASVEL. Tuttavia dopo poche settimane lasciò il team francese, con cui non giocò nessuna partita ufficiale. A tal punto si accordò con gli Idaho Stampede della NBA Development League.
Il 4 febbraio 2014 ha segnato 58 punti in una partita vinta per 136-122 contro i Texas Legends, battendo il record della NBDL per punti segnati in una singola partita.
Ha segnato 30 punti (con anche 8 assist e 4 palle recuperate) in 25 minuti nell'All Star Game NBDL 2014.
Il 21 febbraio, volendo giocare in NBA ed essendo impossibilitato a farlo dal momento che i Pelicans (unica squadra NBA che lo poteva ingaggiare, dal momento che ne detenevano i diritti NBA) non erano intenzionati ad offrirgli un contratto né a cederlo a qualche altra franchigia NBA, ha lasciato gli Stampede firmando un contratto fino a fine stagione con i turchi del Fenerbahçe Ülker. Ha esordito con la squadra turca giocando 3 minuti il 28 febbraio 2014 nella partita vinta per 78-74 contro l'Olympiakos in Eurolega. A fine anno lascia il club; nella Summer League di Orlando, giocata con i Philadelphia 76ers (che con una trade ne avevano acquistato i diritti NBA dai New Orleans Pelicans), si infortuna al tendine di Achille. Firma un contratto annuale con la squadra per la stagione 2014-2015, venendo poi tagliato proprio per l'infortunio subito.

#### D-League e Cedevita (2016)
Successivamente, nel gennaio 2016 torna a giocare in NBDL, e anche questa volta negli Idaho Stampede.
Il 18 ottobre 2016 firmò un contratto di un mese con il Cedevita in Croazia.

#### Texas Legends e Dallas Mavericks (2016-2017)
Il 1º dicembre 2017 passò ai Texas Legends nella NBDL; dopo 10 partite, il 27 dicembre 2016 firmò un contratto biennale parzialmente garantito dai Dallas Mavericks, in NBA. Esordì in NBA il giorno stesso della firma del contratto, segnando 7 punti nella sconfitta per 123-107 contro gli Houston Rockets. Tuttavia il 7 gennaio 2017, dopo soli 11 giorni e 4 partite disputate (in cui Jackson ha segnato 12 punti) vienne tagliato dai Mavericks. Il 16 gennaio 2017 fimò un contratto di 10 giorni con i Dallas Mavericks, tornando così nella franchigia del Texas. Il 26 gennaio 2017 firmò un nuovo contratto di 10 giorni coi Mavericks, che tuttavia lo tagliarono 2 giorni dopo. Torno così ai Texas Legends, e venne chiamato per l'All-Star Game della D-League il 7 febbraio 2017.

#### Maccabi Tel Aviv (2017-2018)
Il 14 luglio 2017 tornò in Europa trasferendosi al Maccabi Tel Aviv in Israele.

#### Panathīnaïkos
Il 9 agosto 2020, Jackson firma un contratto della durata di un anno con il Panathīnaïkos, tuttavia abbandona il club il 13 ottobre senza mai essere stato impiegato in una partita per la squadra greca.

## Statistiche

### College
| Anno       | Squadra      | PG | PT | MP   | TC%  | 3P%  | TL%  | RP  | AP  | PRP | SP  | PP   |
| ---------- | ------------ | -- | -- | ---- | ---- | ---- | ---- | --- | --- | --- | --- | ---- |
| 2011-2012  | Baylor Bears | 38 | 20 | 30,8 | 46,0 | 40,8 | 82,2 | 2,9 | 5,9 | 1,8 | 0,1 | 13,8 |
| 2012-2013† | Baylor Bears | 36 | 35 | 34,8 | 42,7 | 35,9 | 80,0 | 3,8 | 7,1 | 1,5 | 0,0 | 19,8 |
| Carriera   | Carriera     | 74 | 55 | 32,8 | 44,1 | 37,9 | 80,8 | 3,3 | 6,5 | 1,6 | 0,0 | 16,7 |

### NBA

#### Regular Season
| Anno      | Squadra          | PG | PT | MP   | TC%  | 3P%  | TL%  | RP  | AP  | PRP | SP  | PP  |
| --------- | ---------------- | -- | -- | ---- | ---- | ---- | ---- | --- | --- | --- | --- | --- |
| 2016-2017 | Dallas Mavericks | 8  | 1  | 10,5 | 33,3 | 27,3 | 85,7 | 1,1 | 2,4 | 0,3 | 0,0 | 4,4 |
| Carriera  | Carriera         | 8  | 1  | 10,5 | 33,3 | 27,3 | 85,7 | 1,1 | 2,4 | 0,3 | 0,0 | 4,4 |

### G League
| Anno      | Squadra          | PG | PT | MP   | TC%  | 3P%  | TL%  | RP  | AP  | PRP | SP  | PP   |
| --------- | ---------------- | -- | -- | ---- | ---- | ---- | ---- | --- | --- | --- | --- | ---- |
| 2013-2014 | Idaho Stampede   | 31 | 27 | 41,5 | 44,9 | 34,9 | 73,7 | 3,6 | 6,2 | 1,9 | 0,1 | 29,1 |
| 2015-2016 | Idaho Stampede   | 8  | 0  | 20,5 | 36,5 | 26,7 | 91,7 | 2,5 | 2,5 | 0,5 | 0,3 | 9,1  |
| 2016-2017 | Texas Legends    | 28 | 28 | 35,9 | 49,2 | 37,0 | 83,5 | 4,3 | 7,8 | 1,9 | 0,1 | 22,5 |
| 2019-2020 | South Bay Lakers | 16 | 13 | 33,0 | 44,0 | 39,9 | 85,7 | 4,1 | 6,0 | 1,8 | 0,1 | 20,8 |
| 2020-2021 | South Bay Lakers | 3  | 0  | 28,2 | 34,3 | 29,4 | 100  | 3,3 | 6,0 | 0,3 | 0,3 | 11,3 |
| Carriera  | Carriera         | 86 | 68 | 35,7 | 45,3 | 36,1 | 79,0 | 3,8 | 6,3 | 1,7 | 0,2 | 23,0 |

### Eurolega
| Anno      | Squadra          | PG | PT | MP   | TC%  | 3P%  | TL%  | RP  | AP  | PRP | SP  | PP   |
| --------- | ---------------- | -- | -- | ---- | ---- | ---- | ---- | --- | --- | --- | --- | ---- |
| 2013-2014 | Fenerbahçe       | 6  | 0  | 8,2  | 33,3 | 0,0  | 71,4 | 1,3 | 1,3 | 0,3 | 0,0 | 3,3  |
| 2017-2018 | Maccabi Tel Aviv | 29 | 28 | 25,6 | 41,1 | 36,7 | 86,2 | 2,9 | 4,2 | 1,0 | 0,0 | 14,5 |
| Carriera  | Carriera         | 35 | 28 | 22,6 | 40,7 | 35,8 | 84,6 | 2,7 | 3,7 | 0,9 | 0,0 | 12,6 |

### Eurocup
| Anno      | Squadra         | PG | PT | MP   | TC%  | 3P%  | TL%  | RP  | AP  | PRP | SP  | PP   |
| --------- | --------------- | -- | -- | ---- | ---- | ---- | ---- | --- | --- | --- | --- | ---- |
| 2016-2017 | Cedevita Junior | 2  | 2  | 34,1 | 57,1 | 60,0 | 81,8 | 3,5 | 6,0 | 1,0 | 0,0 | 33,5 |
| Carriera  | Carriera        | 2  | 2  | 34,1 | 57,1 | 60,0 | 81,8 | 3,5 | 6,0 | 1,0 | 0,0 | 33,5 |

## Palmarès

### Squadra
- Campionato israeliano: 1

Maccabi Tel Aviv: 2017-18
- Coppa di Lega israeliana: 1

Maccabi Tel Aviv: 2017
- Campione NIT (2013)

### Individuale
- MVP National Invitation Tournament (2013)
- NBDL All Star (2014)